# アルフォンス・ラヴリール
アルフォンス・ラヴリール（Alphonse Laverrière 、1872年5月16日-1954年3月11日）はスイスの男性建築家。ジュネーヴ州カルージュ出身。
1912年ストックホルムオリンピックの芸術競技の建築部門にウジェーヌ＝エドゥアール・モノーとともに参加し、"Building plan of a modern stadium"で金メダルを獲得した。